# John Komen
John Kipkorir Komen (28 augustus 1977) is een Keniaanse langeafstandsloper, die is gespecialiseerd in de marathon.
In 2009 won Komen de marathon van Venetië.

## Persoonlijke records
| Onderdeel      | Prestatie | Datum             | Plaats      |
| -------------- | --------- | ----------------- | ----------- |
| halve marathon | 1:01.56   | 20 september 2009 | Turijn      |
| 25 km          | 1:14.59   | 5 april 2009      | Parijs      |
| marathon       | 2:07.13   | 27 november 2011  | La Rochelle |

## Palmares

### 10 km
- 2009:  The Hague Royal - 29.13

### halve marathon
- 2007:  halve marathon van Tarsus - 1:02.41
- 2009:  halve marathon van Turijn - 1:01.57

### marathon
- 2008: 4e marathon van Turijn - 2:10.25,0
- 2008:  marathon van Reims - 2:08.06
- 2009: 9e marathon van Parijs - 2:08.12
- 2009:  marathon van Venetië - 2:08.13
- 2010: 7e marathon van Boston - 2:11.48
- 2010: 6e Marathon van Turijn - 2:15.20
- 2011: 21e marathon van Praag - 2:21.49
- 2011:  marathon van La Rochelle - 2:07.13
- 2012: 6e marathon van Wenen - 2:09.24
- 2012: 9e marathon van Singapore - 2:21.25
- 2013: 5e marathon van Dongying - 2:17.01
- 2013: 8e marathon van Rennes - 2:30.09
- 2014: 8e marathon van Warschau - 2:12.22
- 2014:  marathon van La Rochelle - 2:14.27
- 2015:  marathon van Luxemburg - 2:13.55
- 2016:  marathon van Luxemburg - 2:12.57
- 2017: 4e marathon van Athene - 2:16.26
- 2018: 6e marathon van Venetië - 2:19.47
- 2019:  marathon van Luxemburg - 2:16.05